# 栗山英樹 ザ・トップインタビュー
『栗山英樹 ザ・トップインタビュー』（くりやまひでき ザ・トップインタビュー）は、NHK-BSで2024年1月4日から不定期で放送されているトーク番組である。

## 概要
栗山英樹が経済界のトップ・オブ・ザ・トップを直撃し、人生論やリーダー論をとことん考え尽くす“対談ドキュメント”。

## 内容
栗山が対談相手の企業に赴き、向かい合って座る形でテーマに沿ったトークを展開する。

## 出演者
- 栗山英樹 - 肩書は「WBC日本代表前監督」

### ナレーション
- 守本奈実

## 放送リスト
初回放送はNHK BSであるが、NHKラジオ第一で音声のみの再放送をすることがある。企業名および肩書は放送当時のもので番組サイトに掲載されていたもの。
| 回数 | 初回放送日    | ゲスト                                      |
| ---- | ------------- | ------------------------------------------- |
| 1    | 2024年1月4日  | 柳井正 （ファーストリテイリング会長兼社長） |
| 2    | 2024年1月5日  | 岡藤正広 （伊藤忠商事会長）                 |
| 3    | 2024年8月24日 | 橋本英二 （日本製鉄会長）                   |
| 4    | 2024年8月31日 | 鳥取三津子 （日本航空社長）                 |
| 5    | 2025年2月15日 | 三木谷浩史 （楽天グループ社長）             |
| 6    | 2025年2月22日 | 小巻亜矢 （サンリオエンターテイメント社長） |

## スタッフ
- 撮影：倉田良太
- 照明：林信一
- 音声：遠藤悟、渕野あゆみ
- 映像技術：鬼塚敦
- 美術：清絵里子、山口高志、南屋武広、淀裕矢、寺尾一将、市原寛教
- 映像デザイン：山﨑智也
- VFX：sankaku
- 音響効果：塚田大
- 編集：中山雅行
- 取材：野口佑輔
- ディレクター：橋本直樹
- プロデューサー：土井研吾、石井大智
- 制作統括：北畠原平、小坂隆二、吉本知裕
- 制作：NHKグローバルメディアサービス
- 制作協力：ナニソ
- 制作・著作：NHK